# Korsfararstaterna

Östra Medelhavets kust, 1135 e.Kr., med Korsfararstaterna markerade med röda kors.

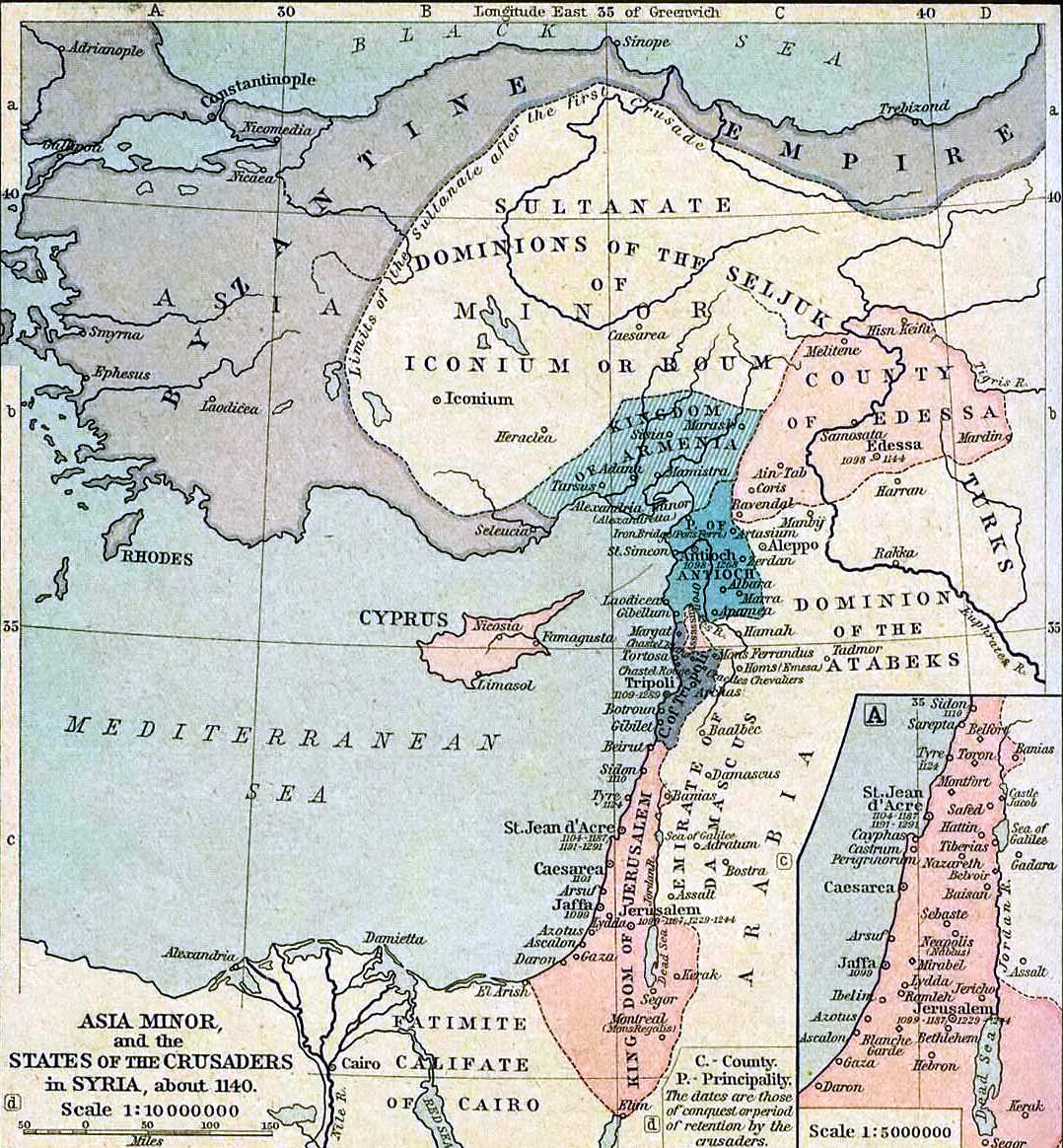
Mindre Asien och Korsfararstaterna, omkring år 1140

Korsfararstaterna var de stater som bildades av korsriddarna under korstågen i Heliga landet och övriga Mellanöstern under 1100- och 1200-talen. Staterna blev så småningom besegrade av islamiska styrkor.

## Statsbildningar
Fastän flera liknande räder företagits på andra ställen, betecknar Korsfararstaterna de stater som bildades ungefär samtidigt som Jerusalems erövring 1099 av de kristna korsfararna, och under korstågen därefter. Första korståget resulterade i fyra sådana statsbildningar:
1. Kungariket Jerusalem, som grundades 1099 och föll 1291 när staden Acre förlorades. Kungariket hade flera vasallstater, och därjämte fyra seigneuries (furstendömen)
  1. Furstendömet Galileen
  2. Grevskapet Jaffa och Ascalon
  3. Grevskapet Oultrejordain
  4. Grevskapet Sidon
2. Grevskapet Tripolis, i nuvarande Libanon, som grundades 1104 och föll 1288.
3. Furstendömet Antiochia, grundad 1098 av Bohemund I och varade till 1268.
4. Grevskapet Edessa, grundad 1098 och föll 1144.

Kilikien hade erövrats före första korståget, men fick erkännande som kungadöme av påve Innocentius III.
Kungadömet Cypern grundades av Richard Lejonhjärta under Tredje korståget, då han besegrade ön på väg till Heliga landet. Kungadömet varade till 1489 då drottningen sålde det till Republiken Venedig.
Under Fjärde korståget besegrades Bysantinska riket, och delades i fyra riken:
1. Latinska riket, som varade tills Bysantinska riket återerövrade det 1261.
2. Kungadömet Thessaloniki, som varade tills Bysantinska riket återerövrade det 1261.
3. Hertigdömet Aten, som styrdes av korsfararnas ättlingar tills det erövrades av Osmanska riket på 1400-talet.
4. Furstendömet Achaea

Efter Fjärde korståget bildade bland annat Venedig flera stater i Egeiska havet och nuvarande Grekland.

## Historik

### Det första korståget
Det första korståget utgick 1096, med syfte att inta Jerusalem. Man gick över Mindre Asien. Balduin av Boulogne tog sig till Edessa, och lyckades där manövrera till sig makten över de kristna armenierna som levde där. Området skulle komma att försörja de övriga korsfararstaterna med förnödenheter. I oktober 1097 anlände huvudarmén till Antiochia, och i mars följande år föll staden. Bohemund I av Antiokia fick den som sin. Den 14 juli 1099 lyckades man även till slut inta Jerusalem, och stadens alla icke-kristna invånare dödades.
Korsfararna hade inte gjort upp några planer över vad som skulle ske efter erövringen av Jerusalem. Det första man var tvungna att göra var att utse en regent. Eftersom Adhemar av Le Puy var död föll valet på Gottfrid av Bouillon, bror till Balduin av Boulogne, som antog titeln Advocatus Sancti Sepulchri, 'försvarare av den heliga gravens kyrka', då han inte ville kallas kung över den stad där Kristus burit törnekrona. Till patriark utsågs Arnulf. Gottfrid dog dock redan 18 juli 1100, och efterträddes av sin bror Balduin, som inte hade något emot kungatiteln. Det land korsfararna höll var dock ganska fattigt, och de behövde utöka sin maktbas. Detta gjorde det bland annat med hjälp av de italienska städerna Genua, Pisa och Venedig, som erhöll privilegier i utbyte mot sitt bistånd. Förutom dessa hjälptes korsfararna ofta av tillfälliga förstärkningar. De första kungliga personer som deltog i expeditioner till Outremer var Erik Ejegod och Sigurd Jorsalafarare, 1103 respektive 1107. Efter detta skulle det dock bli vanligare med kungliga deltagare.
Antiochia hotades förutom av muslimerna även av det Bysantinska riket; Bohemund var fientligt inställd till detta och gjorde därför en resa till Europa för att värva hjälp till ett korståg mot det. Dessutom sökte han efter en brud, och eftersom han var en av hjältarna från det första korståget kunde han äkta Filip I:s dotter Constance. År 1107 seglade han och hans nyrekryterade armé iväg och belägrade Durrës i nuvarande Albanien. Han besegrades dock, och fick finna sig i att bli kejserlig vasall. Delar av armén fortsatte dock till Jerusalem, medan Bohemund tog sig till Italien, där han sedan dog 1112. Hans systerson, som styrde över Antiochia i hans frånvaro, förkastade dock fredsfördraget, men eftersom den kejserliga armén var upptagen på annat håll kunde han fortsätta styra sitt rike.
Under tiden hade Balduin lyckligt styrt över sitt kungarike. Han utkämpade flera strider mot fienden, och 1118 tågade han mot Egypten. Han insjuknade dock och avled. Han efterträddes av sin kusin Balduin II av Jerusalem, härskare över Edessa. Strax efter hans kröning led dock styrkor från Antiochia nederlag i slaget på blodsfältet, och även om Balduin kunde återställa ordningen, så gav det tillsammans med andra problem – en gräshoppssvärm 1117 och en massaker på pilgrimer 1119 – upphov till tvivel i korsfararstaterna. Vid ett kyrkomöte i Nablus bestämdes därför om ökad renhet, och en vädjan om ett nytt korståg sändes till påven. Dessutom kan mötet godkänt skapandet av Tempelherreorden.
År 1127 tog Balduin flera viktiga beslut: för det första uppmuntrades Hugues de Payns, Tempelherreordens mästare, att resa till Europa för att få påvens godkännande för den nya orden och försöka rekrytera män till ett nytt korståg, syftat till att erövra Damaskus. Dessutom gifte han bort sin äldsta dotter Melisende med Fulk V av Anjou, som även blev hans efterträdare då han saknade söner. Korståget blev misslyckat, men Fulk kom 1131 att efterträda Balduin på tronen.

### Ett nytt hot
Under 1130-talet dök ett nytt hot upp på korsfaranas himmel: atabegen Zangi av Mosul. Han tillbringade mycket tid på att bygga upp en maktbas i de muslimska områdena, och 1144 belägrade han och intog Edessa. Detta sågs av muslimerna som en vändpunkt i kampen om området. Detta ledde även till att det andra korståget utlystes. Detta kom att riktas mot Damaskus, den enda stad i området som ville ha fred med korsfararna. Det uträttade dock inte mycket förutom att närma Damaskus till Aleppos härskare Nur al-Din.
Efter korstågets misslyckande kom Antiochia under starkare press från Nur al-Din. Hade korståget riktats mot honom, som Raimond av Antiochia tillrått, hade han sannolikt krossats. Istället allierade sig nu Damaskus med honom. Han tågade mot Inab, ett av få kvarvarande korsfararfästen öster om floden Orontes. Raimond och en liten armé, inklusive några assassiner, hastade till undsättning. Nur al-Din kunde omringa sina fiender när dessa slagit nattläger. På morgonen när de insåg vad som hänt försökte de slå sig ut, men misslyckades och tillintetgjordes. Återigen vädjade man om ett korståg, men efter det föregående fiaskot uteblev något sådant. Balduin III insåg att Edessa var förlorat, och sålde de kvarvarande borgarna till Bysans. Balduin lyckades skapa lugn och ro, och både kristna och muslimer kunde förstärka sina positioner; de kristna genom att inta Askalon, och Nur al-Din genom att ta kontrollen över Damaskus.
År 1163 dog Balduin III, bara 33 år gammal. De flesta trodde att han blivit förgiftad. Tronen övertogs av hans bror Amalrik. Den stora konflikten mellan muslimer och kristna gällde nu Egypten. Eftersom egyptierna var sunniter och syrierna var shiiter var ett närmande mellan de två områdena osannolikt. Ett sådant närmande hade dock inneburit katastrof för de kristna.  Amalrik försökte och misslyckades fem gånger med att erövra landet. År 1166 gick Nur al-Dins general Shirkuh mot Egypten. Amalrik allierade sig därför med både Pisa och den egyptiske sultanen Shawar, som gav honom 400 000 dinarer för att han skulle driva ut Shirku. Amalrik lyckades med detta, och båda arméerna lämnade Egypten. Under Amalriks frånvaro hade Nur al-Din varit inne på kristet område, dock utan att göra större skada. Amalrik insåg att försvaret måste omorganiseras, och överförde en mängd borgar med tillhörande mark till militära ordnarna, i synnerhet i Grevskapet Tripolis. I oktober 1168 anföll Amalrik återigen Egypten. Shirkuh dök dock upp igen. Amalrik tvingades tillbaka till Jerusalem, Shawar mördades, och Shirkuh tog kontrollen över Egypten. Korsfararna hade nu samma fiende såväl i norr som i söder.

### Saladin träder in på scenen
Återigen sändes ambassadörer västerut för att begära hjälp. Ludvig VII och Henrik II av England låg dock i fejd, vilket omöjliggjorde ett nytt korståg. År 1174 dog Amalrik, och Shirkuhs systerson Saladin, som nu styrde över Egypten efter att Shirkuh avlidit, marscherade norrut. Guvernören i Damaskus blev rädd och sökte stöd hos de kristna. Dessa var dock kraftlösa efter kungens död, då den ende kvarvarande prinsen var den spetälske, 13-årige Balduin. Saladin kunde därför lätt nå Damaskus och ta kontroll över staden. Balduin utsågs till kung. Även om han inte formellt utnämndes till kungens förmyndare kom greve Raimond III av Tripoli ändå att inneha regeringsmakten. Han var främst intresserad av kungarikets överlevnad, inte av dess potential som bas för aggressiv kristendom. Denna hållning delades av infödda stormän och johanniterriddarna, medan tempelherrarna och nykomlingar var långt mer aggressiva. Hans första åtgärd var att försöka hålla Aleppo utanför Saladins makt, vilket ha lyckades med. Saladin återvände till Egypten, och ett år av fred följde. År 1177 blev Balduin 16 år och gammal nog att ta makten i egna händer. Han blev dock allt sjukare, och man insåg att han inte skulle leva många år. Man tvingades därför återigen söka hjälp från Europa. Regenterna i väst hade dock sina egna problem att brottas med, och kejsaren var upptagen med den seljuqiske sultanen. Han starka flotta kunde dock sättas in mot Saladin.
Saladin korsade i november 1177 gränsen. Alla tillgängliga tempelriddare, omkring 500, samlades för att försvara Gaza. Saladin passerade dock borgen och gick mot Askalon. Balduin skyndade också mot staden, och kom fram först. Saladin avsatte då en styrka som höll kungen instängd i staden och gick mot Jerusalem. Han tappade dock kontrollen över sin armé. Balduin lyckades få iväg ett meddelande till tempelriddarna, som bröt upp och undsatte honom. Den 25 november föll så de kristna över Saladins här, nära slottet Montgisard. Anfallet kom som en blixt från klar himmel, och Saladins män flydde. Den kristna hären var dock för svag för att ta upp förföljelsen. Saladin hade obegränsat med folk att sätta upp en ny här med, intriger pågick runt den unge kungen, och samtidigt dog korsfararnas främste allierade, kejsar Manuel. Han hade haft ett gott öga till korsfararna, och arbetat för dem så länge det inte missgynnade hans eget imperium. År 1183 lyckades så Saladin inta Aleppo. Samtidigt blev Balduin allt sjukare, och var nu så svag att han tvingades lämna ifrån sig regentskapet till sin syster Sibyllas make Guy av Lusignan.
Under tiden var greve Reynald av Châtillon i Antiochia ute på ett eget äventyr som skulle komma att ytterligare försvaga kungadömet. I syfte att vinna byte och förödmjuka Saladin tänkte han attackera Mecka och Medina. I slutet av 1182 marscherade han till Eilat med galärer. Eilat föll snabbt, och med lokala pirater som styrmän seglade han ut på Röda havet. Aidib plundrades, och i attacker mot Medinas hamnar al-Hawra och Yambo lyckades man bränna flera skepp. Därefter gick färden mot ar-Raghib, en av Meckas hamnar, där ett pilgrimsskepp sänktes. Den muslimska världen var skräckslagen; härskarna i Aleppo och Mosul, som hade begärt hjälp av korsfararna, skämdes. Den egyptiske guvernören sände ut sin amiral Husam al-Din Lulu, som lyckades besegra den kristna flottan och tillfångata de som inte dog i striden. Guvernören avrättade kristna runtom i sitt rike för att visa vem trons sanne försvarare var.

### Jerusalems fall
Saladin invaderade nu återigen det kristna området. Guy av Lusignan samlade en stor här och skuggade Saladins armé, som dock fick brist på förnödenheter och drog sig tillbaka utan konfrontation. Guys fiender lyckades dock efter detta övertala Balduin om att Guy borde konfronterat fienden, och fick kungen att frånta Guy regentskapet. Kungens fem år gamle systerson valdes till hjälpkung, och en ny ambassad sändes till Europa för att begära hjälp. Denne gång leddes den av Jerusalems patriark, Heraklios, som följdes av tempelherrarnas och johanniternas stormästare. Han blev lovad assistans av både Filip II August av Frankrike och Henrik II av England, men inte mer. Besviken fick han återvända till Jerusalem. Saladin hade under tiden belägrat al-Karak i Transjordanien, som tillhörde Reynald. Balduin bars i en tunna till slottet, och muslimerna retirerade. För att förhindra att Guy och Sibylla skulle ta makten efter honom fick han sina vasaller att svära trohet till Raimond av Tripoli. I mars 1185 avled han slutligen, 24 år gammal. Raimond fick till stånd en fyraårig vapenvila med Saladin. Sommaren 1186 avled dock Balduin V, nio år gammal. Genom att först skilja sig från Guy och sedan gifta sig med honom igen lyckades Sibylla placera kronan på hans huvud. Raimond avlägsnades från makten.

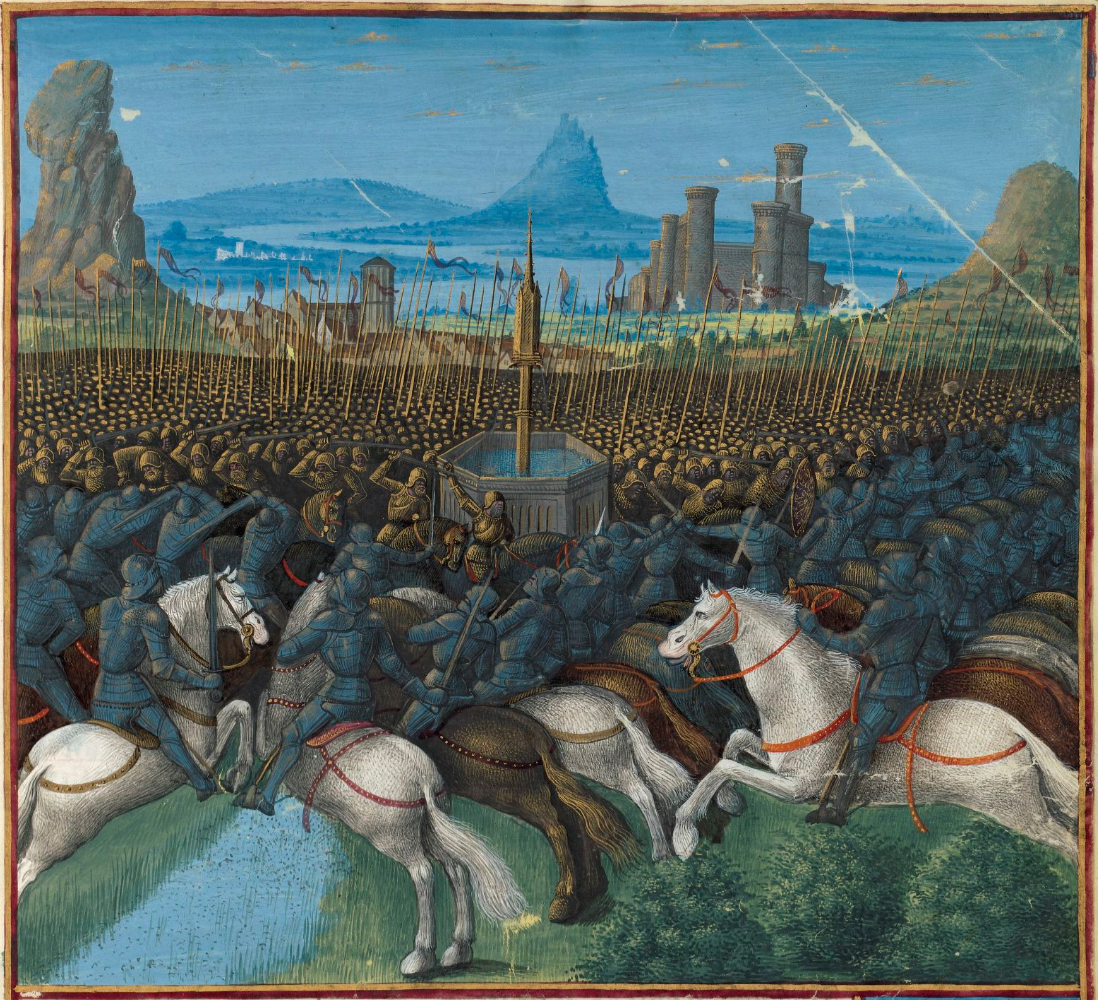
Slaget vid Hattin. Ur ett medeltida manuskript.

Vid slutet av 1186 anföll Reynald av Châtillon en muslimsk karavan. Saladin blev rasande, men respekterade vapenvilan, och sände meddelande till Reynald om att släppa de fångar han tagit och kompensera dem. Reynald tog inte emot sändebuden. Dessa fortsatte då till kung Guy, som beordrade Reynald att uppfylla deras önskemål. Reynald visste dock att Guy behövde honom för att behålla tronen, och fortsatte sin vägran. Krig var nu oundvikligt. Bohemund av Antiochia och Raimond av Tripoli förnyade båda vapenvilan. Raimond fick dessutom Saladins stöd i sitt mål att själv bli kung. Guy fick reda på förräderiet, och tågade norrut för att kväsa honom. Eftersom omgivningen insåg att Raimond och muslimerna tillsammans skulle bli kungadömet övermäktigt, fick de kungen att istället sluta fred. Den 29 april 1187 begärde Saladins yngste son att få leda en rekognoseringsstyrka in på Raimonds område, som inte kunde vägra. Han ställde dock som krav att de endast fick vistas i området under en dag och inte fick skada någon stad eller by. Under tiden fick han bud om att delegationen från Jerusalem, som syftade till att mäkla fred mellan honom och kungen, ville möta honom i La Fève, söder om Nasaret. När de nådde fram de slottet tomt på folk, förutom två dödssjuka soldater utan talförmåga. Under tiden såg Raimond den muslimska styrkan återvända hem. De hade hållit sin del av avtalet; de skulle vara ute ur landet innan mörkrets inbrott, och ingen byggnad var skadad. Men på deras spjut satt tempelherrarnas huvuden. Raimond hade varnat alla invånare i sitt område, inklusive tempelriddarna och johanniterna i La Fève. Dessa hade på morgonen den 1 maj samlat 130 man, och ridit iväg för att möta muslimerna, cirka 7 000 man. När de såg denna här ville de ledande riddarna retirerara, men tempelherrarnas stormästare Gerard av Ridfort var rasande, och lyckades förolämpa de övriga att rida till anfall. Gerard var själv en av endast tre som överlevde. Vid dessa nyheter kände Raimond skuld, annullerade sitt avtal med Saladin och red till Jerusalem för att underkasta sig kungen. Han visade sig inte långsint.
Guy samlade nu alla män han kunde, däribland de hämndlystna riddarordnarna. Totalt fick han tag på 1 200 riddare, samt stora mängder infött kavalleri samt nära 10 000 man fotfolk. Den 1 juli korsade Saladin floden Jordan. Halva hans armé sändes för att inta Tiberias. Staden föll snabbt, men slottet, som hölls av Raimonds hustru, höll ut. Guy samlade nu till rådslag. Raimond argumenterade för att en defensiv strategi var bäst i den starka hettan, eftersom Saladins trupper inte skulle kunna hålla ut i längden så länge den kristna armén var intakt. Samtidigt skull förstärkningar från Antiochia få tid att anlända. Reynald av Châtillon och tempelherrarnas stormästare Gerard av Ridfort, talade emot detta förslag och anklagade Raimond för att vara feg. De lyckades övertala Guy till anfall, och armén satte sig i rörelse mot Tiberias. Den 2 juli slog de läger vid Sephoria, en utmärkt lägerplats med gott om vatten, bete för hästarna och bra terräng för försvar. Då anlände ett meddelande från Raimonds hustru. Riddarna och Raimonds söner ville alla undsätta henne, men inte Raimond själv. Han påpekade att det vore dårskap att överge den starka position de hade, och sade att även om Tiberias var hans stad såg han hellre att den föll än att kungadömet gick förlorat. Rådet gick till sängs, enat om att stanna på platsen. Under natten smög sig dock Gerard till kungens tält och övertalade kungen att anfalla. Saladin fick reda på detta, och ledde sina trupper till Hattin, en by som även den hade gott om vatten och bete. När den kristna hären bröt upp visade sig Raimond ha haft rätt: vägen saknade vatten och snart led både män och hästar av törst. På eftermiddagen nådde de fram till Hatteras. Gerard deklarerade då att han inte orkade gå längre. Raimond, och andra riddare ville istället fortsätta till Galileiska sjön, där det fanns vatten. Kungen lyssnade återigen på Gerard. Saladin insåg vilket eländigt skick de kristna var i och anföll morgonen därpå, den 4 juli. Raimond lyckades bryta sig ut, liksom en del andra, eftersom muslimerna öppnade sina led och anföll dem bakifrån. De kristna kämpade modigt, men föll till slut. När segrarna nådde kungen låg han och hans riddare på marken, för utmattade att fortsätta slåss. Guy skonades, men Reynald dödades omedelbart, liksom de militära ordnarnas män.
Nu låg Heliga landet vidöppet för Saladin, och stad efter stad föll. Den enda som höll ut var Tyros, då Konrad av Montferrat anlände från Europa och tog kontrollen över den. När Jerusalem föll tillät Saladin de kristna att köpa sin frihet, tio dinarer för vuxna män, fem för kvinnor och en för barn. De som inte kunde betala såldes som slavar.

### Tredje korståget
Västeuropa chockades av Jerusalems fall, och det tredje korståget utlystes. De tre mäktigaste världsliga ledarna i väst deltog: den tysk-romerske kejsaren Fredrik Barbarossa, Filip II August av Frankrike och Rikard I Lejonhjärta av England.
Fredrik Barbarossa tågade över Mindre Asien, men dog på vägen, varpå endast en mindre del av hans armé nådde fram. Rikard och Filip valde sjövägen. de mötte upp i Palermo, och de tillbringade vintern tillsammans. Efter avresan skingrades flotta av en storm utanför Cypern. Öns härskare Isaac Komnenos var allierad med Saladin, och tog de skeppsbrutna – däribland Rikards syster Joan och hans fästmö Berengia av Navarra – tillfånga. Rikard anföll ön, och i slutet av maj kontrollerade han den. Han gifte sig omedelbart med Berengia efter att ha fritagit henne.
Under tiden hade Guy frigivits. Han begav sig till Tyros för att återuppta kungarollen, men Konrad av Montferrat vägrade släppa in honom. Han valde då att belägra Acre. Djärvheten imponerade och stödet för honom ökade; Konrad erkände honom som kung. Under tiden dog Sibylla och hennes döttrar, och därmed även Guys rätt till tronen. Kvar av det gamla kungahuset fanns bara Sibyllas syster Isabella, som rövades bort från sin make Humphrey av Toron. Hennes äktenskap annullerades, och hon tvingades gifta sig med Konrad. Guy gav dock inte upp sitt anspråk på tronen. Ludvig och Rikard var tvungna att medla, och lät Guy fortsätta vara kung under sin livstid, varefter Konrad skulle ärva tronen. Inkomsterna skulle delas lika.
När Rikards armé anlänt till Acre föll snart staden. Filip var tvungen att återvända till Europa, men Rikard stannade kvar. Han ville säkra korsfararstaternas framtid genom att inta Egypten, vilket inte övriga korsfararna förstod – de hade kommit för att inta Jerusalem. Armén tågade därför mot denna snart, men tvingades vända då allt fler insåg att den skulle bli omöjlig att hålla. Guys ställning allt svagare, och det hela slutade med att han fick Cypern i utbyte mot att Konrad fick tronen. Konrad fick dock inte njuta länge. I april 1192 mördades han av två assassiner. En ny kung fick utses: Henrik av Champagne. Rikard försökte återigen gå mot Jerusalem, men tvingades än en gång att vända. Han tvingades snart också att återvända till Europa. Ett par månader efter hans avfärd avled Saladin. En treårig vapenvila slöts, som förutom att ge fri tillgång till Jerusalem för kristna pilgrimer även tillerkände dem kustlinjen mellan Tyros och Jaffa.

### Nedgång och fall
Efter det tredje korståget rådde en långvarig fred i området, och korsfararstaten blev rik på handel. Johan av Brienne regerade nu med säte i Acre. Han var gammal och erfaren, men fattig. Det femte korståget kom att riktas mot Egypten (detta hade även varit det fjärde korstågets ursprungliga mål, men det kom till slut att riktas mot Konstantinopel), men ledde inte till några framgångar. Kejsar Fredrik II av Tyskland hade lovat att bistå det femte korståget, och blev hårt kritiserad när han inte dök upp, men gick med på att leda ett korståg. Samtidigt dök Johan av Brienne upp för att finna en make till sin elvaåriga dotter Yolanda, för att säkra tronföljden. Han erbjöd Fredrik hennes hand. Han accepterade. Han tog dock snabbt makten från Johan, och sände Yolanda till sitt harem. Där kom hon att föda en son, Konrad när hon var 16 år gammal. Han kom till slut iväg, och lyckades genom diplomati förhandla till sig Jerusalem, Betlehem och en korridor ner till kusten, och dessutom Nasaret, västra Galileen och området kring Sidon. Tempelområdet, Klippdomen och al-Aqsamoskén förblev dock muslimska. Ingen gillade dock freden, och Fredrik insåg till slut att han inte kunde styra över invånarna i Heliga landet på samma sätt som hans europeiska undersåtar, och tvingades lämna området när han fick höra att svärfadern Johan i spetsen för påvens armé invaderat hans europeiska besittningar.
I mitten av 1200-talet dök två nya aktörer upp på scenen: mongolerna och mamlukerna. De senare kom att förstärka Egyptens ställning i området. I augusti 1244 återerövrades Jerusalem. Två månader senare krossades en armé av kristna och muslimska dissidenter. Helt plötsligt verkade korsfararstaten illa ute. Ludvig den helige ledde ett nytt korståg mot Egypten, men misslyckades även han och fick till slut betala lösen för att vinna sin frihet. Ludvig tog sig därefter till Palestina, och använde tre år till att stärka de kristnas position och förbättra klimatet dem emellan. Hans goda rykte gjorde dessutom att mer förstärkningar anlände från Europa.
Tripolis härskare Bohemund VII dog barnlös 1287. Arvtagaren, hans syster Lucia, var impopulär. Invånarna i Tripoli ville inte ha något med henne att göra och ställde sig under Genuas bekydd. Svaret dröjde dock, och borgmästaren i Tripoli, Bartolomeus Emracio, såg sin chans. Han sände bud till den egyptiske sultanen Qalawun och frågade om han ville stödja honom om han utropade sig till greve över Tripoli. Sultanen fick nu anledning att bryta den vapenvila som rådde. Snart stod egyptierna utanför Egyptens murar. Förstärkningar från Acre och Henrik II på Cypern anlände. Snart hade muslimerna dock intagit staden, och dödade alla de fick tag i. Vapenvilan mellan sultanen och Acre förlängdes, men Henrik litade inte på sultanen, och sände bud till Europa om hjälp. De enda som var villiga var bönder och arbetslösa stadsbor från norra Italien. När de anlände skapade de besvär från första början. De var oorganiserade, druckna och okontrollerbara. De attackerade fredliga muslimska bönder och köpmän. I augusti 1290 ställde de till med upplopp i Acre, och dödade alla med skägg, vilket de trodde var ett tecken på att de var muslimer. Sultanen övertygades om att han nu kunde bryta stilleståndet, och förberedde sig för att göra så. Acre föll snart, och endast ett fåtal kunde rädda sig. Acre jämnades med marken. Snart föll även alla andra korsfararstäder. De som kunde flydde till Cypern. Inga fler korståg kom att riktas mot Jerusalem.
Det finns ingen vedertagen förklaring till varför Korsfararstaterna inte höll ut. En viktig orsak torde vara att de militära styrkorna var numerärt underlägsna de islamiska, men det förekom även rivalitet mellan riddarordnarna, och många av de europeiskt ursprung hade svårt att ställa om sig till det annorlunda klimatet. Med tiden blev det färre och färre pilgrimer som bistod de bofasta styrkorna, och samtidigt fann muslimerna en enande ledare i Saladin.
Den feodala samhällsstrukturen luckrades upp successivt, när jordägarna började sälja ut mark till arrendatorerna. Därmed förlorades en stor del av makten över staterna och organisationen blev mer diffus. Påvedömet kritiserades på kontinenten för att drivas av politiska snarare än av religiösa skäl med avseende på Korsfararstaterna, och i och med detta försvagades inte bara staterna i Mellanöstern, utan hela Romersk-katolska kyrkan i Rom förlorade i anseende.
De kontakter som knöts mellan Europa och Mellanöstern under denna epok, ledde till att en betydande handel började gro mellan kontinenterna. Därigenom bildades viktiga handelsstäder, som Venedig och Genua.

## Statsskick och arméer
Korsfararstaternas statsskick liknade det feodala Europa, med förläningar av mark åt trotjänare som i gengäld tillhandahöll riddare och fotsoldater. Underst i hierarkin fanns de invånare som stannat efter att korsriddarna besegrat deras länder, vilka vanligen blev arrenderande bönder eller arbetskraft. Överst fanns regenterna av europeisk härkomst. Den första regenten av Kungadömet Jerusalem, Gottfrid av Bouillon, vägrade att låta kröna sig till kung, eftersom Jesus burit en törnekrona där, men hans bror som efterträdde honom lät kröna sig 1100.
Runt Korsfararstaterna fanns islamiska samhällen, och det var ständiga spänningar mellan dem. De bosatta styrkorna var tämligen blygsamma, men det var en ständig ström av pilgrimer från Europa vilka deltog i de krig som uppstod under den tid de befann sig i området. Av stor militär betydelse var de riddarordnar som bildades i området; Tempelherreorden, Den heliga gravens orden, Malteserorden, Johanniterorden och Tyska orden. Av strategisk betydelse blev de riddarborgar som korsriddarna lät bygga, till exempel Krak des Chevaliers i nuvarande Syrien, som uppfördes på ett berg. Vid dessa borgar och i städerna fanns belägringsmaskiner som kunde slunga stora stenbumlingar över stadsmurar och borgmurar. Andra vapen korsriddarna hade var armborst, katapulter, och "den grekiska elden" (ett slags brandbomb).

## Kulturen i Korsfararstaterna
Merparten av korsriddarna kom från nuvarande Frankrike och övriga Västeuropa, men med tiden blev giften mellan europeiska korsriddare och infödda vanliga. Franska språket dominerade, fastän latinet brukades till den religiösa riten. Trots striderna tog korsriddarna till sig mycket av den kultur som förekom i området; klädedräkter, vetenskap, heminredning, mat, med mera. Dessa kulturlån spred sig senare till Europa.
Från den arabiska inredningen tog de till sig bland annat glasfönstren, gobelänger, mattor, takmålningar, rinnande vatten i husen, badrum, sänglinne, och olika konstfulla möbler. Av mat lärde de sig att uppskatta de många kryddor som finns i Mellanöstern, som saffran och kanel, men även socker och sirap. Från araberna och denna tid kommer bruket av porslin och bestick.[källa behövs]